# Campeonato Mundial de Piragüismo en Eslalon de 2002

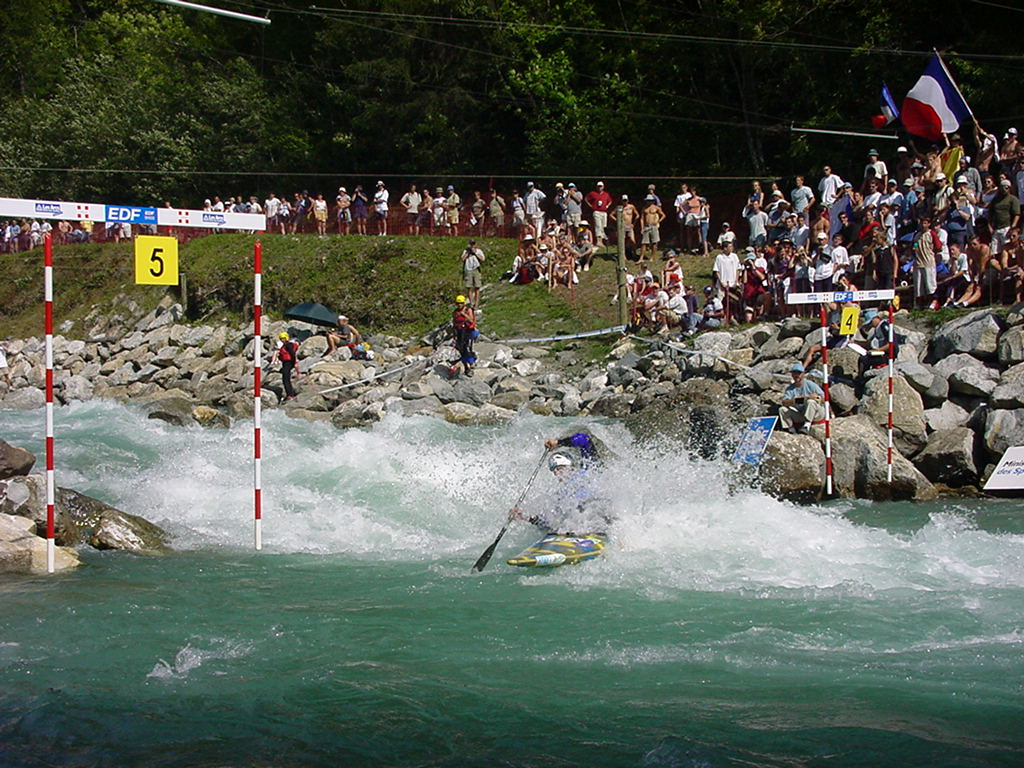
Vista de una competición del Mundial

El XXVII Campeonato Mundial de Piragüismo en Eslalon se celebró en Bourg-Saint-Maurice (Francia) entre el 2 y el 6 de agosto de 2002 bajo la organización de la Federación Internacional de Piragüismo.

## Medallistas

### Masculino
| Evento         | Oro | Plata | Bronce |
| -------------- | --- | --- | --- |
| K1 individual  | Fabien Lefèvre Francia 184,89 pts.                                                                                           | Miha Terdič Eslovenia 189,94 pts.                                                                        | Ivan Pišvejc · República Checa · 190,10 pts.                                                                                    |
| C1 individual  | Michal Martikán · Eslovaquia · 192,92                                                                                        | Jan Benzien · Alemania · 199,29                                                                          | Patrice Estanguet Francia 199,32                                                                                                |
| C2 individual  | Pavol Hochschorner · Peter Hochschorner · Eslovaquia · 206,21                                                                | Pierre Luquet Christophe Luquet Francia 209,41                                                           | Marek Jiras · Tomáš Máder · República Checa · 209,53                                                                            |
| K1 por equipos | Claus Suchanek · Thomas Becker · Thomas Schmidt · Alemania · 214,11                                                          | Pierpaolo Ferrazzi · Matteo Pontarollo · Luca Costa · Italia · 216,64                                    | Thomas Monier Benoît Peschier Fabien Lefèvre Francia 218,25                                                                     |
| C1 por equipos | Přemysl Vlk · Jan Mašek · Stanislav Ježek · República Checa · 224,27                                                         | Sören Kaufmann · Jan Benzien · Stefan Pfannmöller · Alemania · 226,55                                    | Jurij Korenjak Dejan Stevanovič Simon Hočevar Eslovenia 236,59                                                                  |
| C2 por equipos | Francia Pierre Luquet / Christophe Luquet Alexandre Lauvergne / Nathanael Fouquet Philippe Quémerais / Yann Le Pennec 239,09 | Alemania · Kay Simon / Robby Simon · Kai Walter / Frank Henze · André Ehrenberg / Michael Senft · 257,07 | Polonia · Dariusz Wrzosek / Bartłomiej Kruczek · Jarosław Miczek / Wojciech Sekuła · Andrzej Wójs / Sławomir Mordarski · 265,80 |

### Femenino
| Evento         | Oro                                                            | Plata                                                                           | Bronce                                                        |
| -------------- | -------------------------------------------------------------- | ------------------------------------------------------------------------------- | ------------------------------------------------------------- |
| K1 individual  | Rebecca Giddens Estados Unidos 216,09 pts.                     | Mandy Planert · Alemania · 218,11 pts.                                          | Maria Cristina Giai Pron · Italia · 222,46 pts.               |
| K1 por equipos | Aline Tornare Mathilde Pichery Anne-Lise Bardet Francia 294,73 | Marie Řihošková · Marcela Sadilová · Irena Pavelková · República Checa · 298,78 | Helen Reeves Laura Blakeman Heather Corrie Reino Unido 306,24 |

## Medallero
| Núm. | País            | Oro | Plata | Bronce | Total |
| ---- | --------------- | --- | ----- | ------ | ----- |
| 1    | Francia         | 3   | 1     | 2      | 6     |
| 2    | Eslovaquia      | 2   | 0     | 0      | 2     |
| 3    | Alemania        | 1   | 4     | 0      | 5     |
| 4    | República Checa | 1   | 1     | 2      | 4     |
| 5    | Estados Unidos  | 1   | 0     | 0      | 1     |
| 5    | Eslovenia       | 0   | 1     | 1      | 2     |
| 7    | Italia          | 0   | 1     | 1      | 2     |
| 8    | Polonia         | 0   | 0     | 1      | 1     |
| 8    | Reino Unido     | 0   | 0     | 1      | 1     |
|      | TOTAL           | 8   | 8     | 8      | 24    |